# Sondre Holst Enger
Sondre Holst Enger (Horten, 17 december 1993) is een Noors wielrenner die anno 2018 rijdt voor Israel Cycling Academy.
In 2013 werd hij derde op het wereldkampioenschap op de weg voor beloften, achter Matej Mohorič en Louis Meintjes. De Noorse sprinter boekte zijn eerste profoverwinning tijdens de Ronde van Oostenrijk 2015. Beelden van hoe hij zijn ritzege in de Ronde van Kroatië vierde gingen in 2016 viral.

## Overwinningen
2013
Jongerenklassement Ronde van Noorwegen
Eind- en puntenklassement Coupe des Nations Ville Saguenay
 Noors kampioen op de weg, Beloften
2014
 Noors kampioen op de weg, Beloften
2015
2e etappe Ronde van Oostenrijk
2016
6e etappe Ronde van Kroatië
Puntenklassement Ronde van Noorwegen
2018
Puntenklassement Ronde van Noorwegen

## Resultaten in voornaamste wedstrijden
| Jaar | Ronde van Italië | Ronde van Frankrijk | Ronde van Spanje |
| ---- | ---------------- | ------------------- | ---------------- |
| 2014 |                  |                     |                  |
| 2015 |                  |                     |                  |
| 2016 |                  | 141e                |                  |
| 2017 |                  |                     |                  |
| 2018 |                  |                     |                  |

| Jaar | Amstel Gold Race | Parijs-Tours |  | WK op de weg |  | Wereldranglijsten |
| ---- | ---------------- | ------------ |  | ------------ |  | ----------------- |
| 2014 |                  | 115e         |  |              |  |                   |
| 2015 |                  | 36e          |  |              |  |                   |
| 2016 | opgave           |              |  | opgave       |  | 132e (UWT)        |
| 2017 |                  |              |  |              |  |                   |
| 2018 |                  | opgave       |  |              |  |                   |

## Ploegen
- 2012 –  Plussbank-BMC
- 2013 –  Team Plussbank
- 2014 –  Team Sparebanken Sør (tot 31-7)
- 2014 –  IAM Cycling (vanaf 1-8)
- 2015 –  IAM Cycling
- 2016 –  IAM Cycling
- 2017 –  AG2R La Mondiale
- 2018 –  Israel Cycling Academy

Aakvik · Aasvold · Enger · Frivold · Grøndahl · Hoem · Kvålsvoll · Laengen · Mørland · Strandberg · Erland (stagiair) · Hodnebrog (stagiair)
Aasvold · Enger · Erland · Hodnebrog · Hoem · Jansen · Johansson · Larsen · Lunke · Mørland · Røinås · Schmidt · Vangstad (stagiair)
Aasvold · Enger · Erland · Hodnebrog · Hoem · Jansen · Kaggestad · Larsen · Lunke · Mørland · Røinås · Schmidt · Vangstad
Aregger · Brändle · Chavanel · Chevrier · Clement · Coppel · Degand · Denifl · Devenyns · Elmiger · Enger · Frank · Fumeaux · Haussler · Hollenstein · Kluge · Lang · Pantano · Pellaud · Pelucchi · Pineau · Reichenbach · Reynés · Saramotins · Schelling · Tanner · Vangenechten · Warbasse · Wyss
Aregger · Brändle · Chevrier · Clement · Coppel · Denifl · Devenyns · Elmiger · Enger · Frank · Fumeaux · Haussler · Hollenstein · Howard · Kluge · Laengen · Lang · Naesen · Pantano · Pellaud · Pelucchi · Reynés · Saramotins · Tanner · Vangenechten · Warbasse · Wyss · Zaugg
Bagdonas · Bakelants · Barbier · Bardet · Bérard · Bidard · Cherel · Chevrier · Cosnefroy · Denz · Domont · Dumoulin · Dupont · Duval · Enger · Frank · Gastauer · Gautier · Geniez · Gougeard · Houle · Jauregui · Latour · Montaguti · Naesen · Peters · Pozzovivo · Riblon · Vandenbergh · Vuillermoz · Doléatto (stagiair) · Geniets (stagiair) · Russo (stagiair)
Ávila · Boivin · Dempster · Díaz · Earle · Enger · Gebremedhin · O. Goldstein · R. Goldstein · Hermans · Jensen · Lemus · Neilands · Niv · Perry · Plaza · Räim · Sagiv · Sbaragli · Schreurs · Turek · Williams · van Winden · Yechezkel